# Francisco Bedoya Gutiérrez
Francisco "Paco" Bedoya Gutiérrez (Serdio, Val de San Vicente, Cantàbria, 1929 - 1957), més conegut com a Bedoya, va ser un destacat Maquis càntabre, que després de la Guerra Civil Espanyola es "va tirar a la muntanya" al costat d'altres guerrillers, i fou perseguit per la Guàrdia Civil durant la dècada dels 40 i 50.
La mare de Francisco Bedoya acollia freqüentment a alguns emboscats (maquis), i d'aquesta forma Bedoya va conèixer al popular guerriller conegut com a Juanín, qui seria més tard el seu company a la muntanya, fent d'enllaç per a ell.
En el mes d'agost de 1948 Francisco Bedoya va ser detingut per presumpta col·laboració amb Juan Fernández Ayala. Bedoya va ser sentenciat a 12 anys de presó. Després d'una breu estada a la presó provincial és destinat a Destacament Penitenciari de Fuencarral (Madrid) d'on va escapar l'any 1952. Després de la seva fugida, Bedoya va tornar a Cantàbria, i va decidir acompanyar Juanín a la muntanya, amb qui va romandre pràcticament fins al dia de la seva mort.
Aquesta incorporació de Bedoya a la guerrilla a principis de la dècada dels 50, pot considerar-se com les últimes accionis maquis a la Muntanya. Aleshores ja ningú es "tirava a la muntanya", ja que feia quatre anys que el fenomen maquis havia desaparegut de forma oficial, i els escassos grups que quedaven actuaven en desbandada. El 24 d'abril de 1957 Juan Fernández Ayala va morir en el lloc conegut com a curva del molino d'un tret del Guàrdia Civil A. Leopoldo Rollán.
Francisco Bedoya va morir el 2 de desembre del mateix any, com a conseqüència d'un parany tendit per membres de la Brigada Social i Política de complicitat amb el seu cunyat San Miguel. Aquest acompanyà Francisco Bedoya després de la mort de Juan Fernández Ayala, fet que va facilitar la incursió del seu cunyat.
Tots dos foren metrallats des d'un cotxe a Islares (Castro Urdiales). San Miguel va morir en l'acte, però Francisco Bedoya va aconseguir escapar congost a dalt. Bedoya, greument ferit, va aconseguir arribar a 400 metres del cim del Cerredo. Va morir d'un tret a la templa realitzat a curta distància. S'ha especulat sovint que Bedoya va poder arribar a suïcidar-se davant la imminència de la seva captura, o bé la bala va poder provenir simplement de l'arma del cap de la Guàrdia Civil, Fidel Fernández Íñiguez, qui el va trobar vora del cim del Cerredo.
Les vides, les incògnites i les diferents històries que s'han explicat sobre Francisco Bedoya i el seu company Juan Fernández Ayala, van ser recopilades i plasmades en l'obra "Juanín y Bedoya. Los últimos guerrilleros" (2007) escrita por el investigador cántabro Antonio Brevers.